# Dave Donaldson (économiste)
Pour les articles homonymes, voir Dave Donaldson et Donaldson.
 (juillet 2022).
Dave Donaldson , né le 4 juin 1978, est un économiste de nationalités britannique et canadienne, professeur associé à l'université Stanford, spécialiste de l'économie des transports et de l'étude empirique du commerce international. Il est lauréat de la médaille John Bates Clark 2017.
De 1997 à 2001, il est étudiant au Trinity College de l'université d'Oxford, et y obtient un master en sciences physiques. Il se réoriente ensuite vers l'économie qu'il étudie à la London School of Economics, recevant un master en 2003 puis un doctorat en 2009,.
Il enseigne au MIT de 2009 à 2014, puis à Stanford à partir de 2014. Il passe également un an, entre 2016 et 2017 à l'université Humboldt de Berlin en tant que chercheur invité.